# Janvier 1745
Cette page présente les faits marquants du mois de janvier 1745.

## Événements
- 8 janvier, guerre de Succession d'Autriche : quadruple-Alliance de Varsovie entre l'Autriche, la Grande-Bretagne, les Provinces-Unies et la Saxe contre l'extension de la Prusse[1].